# عبد المجيد النجار
عبد المجيد النجار (28 مايو 1945 في بني خداش في تونس) هو أستاذ وعالم دين وسياسي تونسي. تعرض بسبب انتمائه لحركة النهضة للنفي سنة 1989 وعاد بعد الثورة التونسية في 2011. 

عبد المجيد النجار هو قيادي في حركة النهضة التونسية، وأمين عام مساعد رئيس الاتحاد العالمي لعلماء المسلمين ورئيس فرعه في تونس، وكذلك عضو المجلس الأوروبي للإفتاء والبحوث. 
 
إنضم النجار إلى جامعة الزيتونة وتحصل سنة 1972 على الإجازة في أصول الدين، ثم سافر إلى مصر أين تحصل على الماجستير في أصول الدين كذلك من جامعة الأزهر في 1974. كذلك سنة 1981 تحصل على الدكتوراه في العقيدة والتشريع. 

بين 1974 و1985 عمل عبد المجيد النجار كمعلم في السلك الابتدائي، ثم منذ 1985 عمل كأستاذ في جامعة الزيتونة وعدة جامعات أخرى في الجزائر والإمارات وقطر والمغرب. 

بعد الثورة التونسية، كان عبد المجيد النجار على رأس قائمة حركة النهضة في ولاية مدنين وذلك في انتخابات المجلس الوطني التأسيسي في 23 أكتوبر 2011، وفاز بمقعد في المجلس الوطني التأسيسي التونسي.

## مؤلفاته

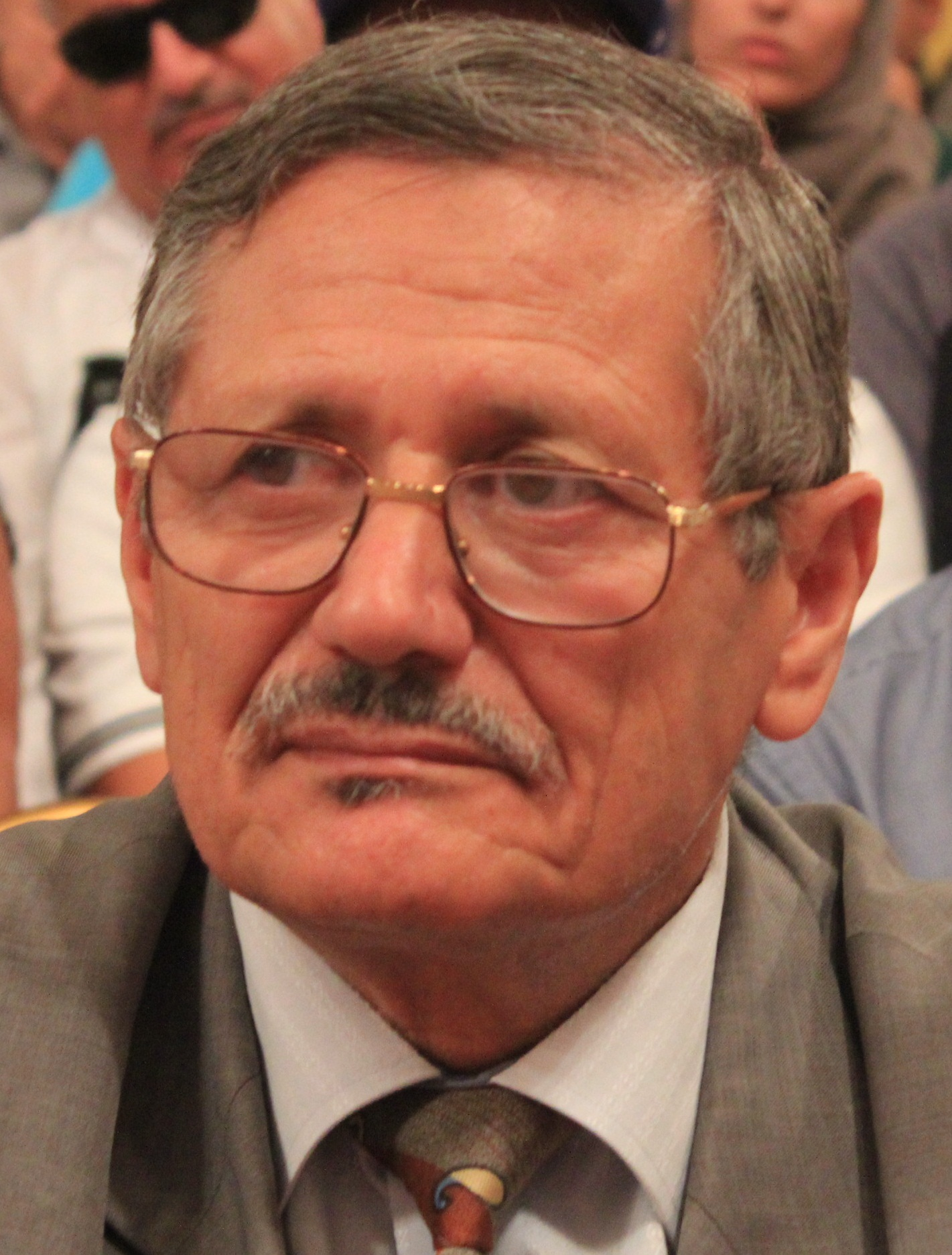
عبد المجيد النجار

- في فقه التدين فهما وتنزيلا (الجزء الأول)
- في فهم التدين فهما وتنزيلا (الجزء الثاني)
- الإيمان بالله وأثره في الحياة.
- دور حرية الرأي في الوحدة الفكرية بين المسلمين.
- خلافة الإنسان بين الوحي والعقل: بحث في جدلية النص والعقل والواقع.
- وله مشروع نهضوي من ثلاثة كتب:
  - فقه التحضر الإسلامي.
  - عوامل الشهود الحضاري.
  - مشاريع الإشهاد الحضاري.
- مقاصد الشريعة بأبعاد جديدة.